# Samotnia (Jurkowice)
Samotnia – przysiółek wsi Jurkowice w Polsce, położony w województwie świętokrzyskim, w powiecie staszowskim, w gminie Bogoria. Miejscowość należy do parafii Olbierzowice.
W latach 1975–1998 Samotnia administracyjnie należała do województwa tarnobrzeskiego.
Przed 1881 rokiem miejscowość należała do Edwarda Białoskórskiego. Majątek obejmował łącznie 125 mórg, w tym 20 mórg ziemi ornej, a resztę stanowiły łąki i lasy. Na skraju lasu przy drodze prowadzącej do Rybnicy stał dębowy dom w stylu szwajcarskim, który nazywał się Willa Samotnia. W 1881 roku za 12 tys. srebrnych rubli majątek nabyła hrabina Karolina Ledóchowska od Alojzy z Biernackich Białoskórskiej, wdowy po Edwardzie Białoskórskim. Od 1885 roku właścicielką majątku była Teresa Moriconi, która w 1887 roku sprzedała majątek Janasowi Rottenbergowi z Iwanisk za kwotę 12 tys. srebrnych rubli. W 1888 roku majątek został rozparcelowany i sprzedany chłopom z  Jurkowic i Smerdyny.
W 1921 roku Samotnia kolonia w gminie Jurkowice liczyła 20 domów i 146 mieszkańców, w tym 8 wyznania mojżeszowego..